# إيان كلايد
إيان كلايد (مواليد 15 مايو 1956) هو ملاكم كندي، مثّل بلاده في الألعاب الأولمبية الصيفية 1976.

## روابط خارجية
إيان كلايد على موقع أوليمبيديا (الإنجليزية)
- إيان كلايد على موقع اتحاد ألعاب الكومنولث (مؤرشف) (الإنجليزية)